# Weetman Pearson
Weetman Dickinson Pearson  (15 de julio de 1856 - 1 de mayo de 1927), conocido como Sir Weetman Pearson, entre 1894 y 1910, y como Lord Cowdray entre 1910 y 1917, fue un ingeniero, industrial petrolero, benefactor y político liberal británico. Era el dueño del conglomerado Pearson .

## Biografía
Pearson nació el 15 de julio de 1856 en Shelley, Kirkburton, West Yorkshire, hijo de George Pearson (fallecido en 1899), propietario de la empresa de fabricación y contratación S. Pearson & Son, de su esposa, Sarah Dickinson, hija de Weetman Dickinson., de High Hoyland, Yorkshire del Sur.
En 1857 la fortuna de la firma creció considerablemente con la obtención de un contrato para trabajar en el sector de los ferrocarriles. Con el crecimiento y expansión de la firma familiar, Samuel Pearson mudó la compañía a Bradford, donde Weetman Pearson fue criado y educado en las escuelas secundarias privadas de dicha ciudad y Harrogate.
Weetman abandonó la escuela a la edad de 16 años con el propósito de aprender ingeniería, contabilidad y administración. En 1875 el padre de Weetman lo envió a Estados Unidos, este viaje influyó en toda su vida debido a que vio en este país las oportunidades comerciales y la ambición que ofrecía.

## Carrera empresarial
La empresa de construcción familiar S. Pearson & Son fue fundada en 1844 por su abuelo Samuel Pearson (1814–1884). Samuel se hizo socio de una firma constructora de Huddersfield y esto llevó a la empresa familiar a un éxito relativo. 
A los 21 años de edad Weetman Pearson, en 1877, tomó la responsabilidad del contrato más importante de la empresa, el cual fue la construcción de un nuevo sistema de drenaje para la ciudad Southporth.
Weetman Pearson se hizo cargo de la empresa en 1880 y luego trasladó la sede de Yorkshire a Londres. S. Pearson & Son, y la empresa tuvo un crecimiento potencial bastante grande porque se convirtió en una de las empresas contratistas más importantes a nivel internacional.
En 1900, la compañía se hizo cargo de la construcción del Great Northern and City Railway en Londres y, una vez finalizado en 1904, lo operó durante cuatro años. En 1907 estableció una empresa de inversión, Whitehall Securities Corporation Ltd, que, bajo la dirección de su hijo Clive Pearson, desempeñó un papel importante en el desarrollo de las aerolíneas británicas en la década de 1930.

### Compañía Petrolera Águila Mexicana
En 1889, Porfirio Díaz, el presidente de México, invitó a Pearson a su país para construir un ferrocarril — el Ferrocarril de Tehuantepec — desde el Atlántico hasta el Océano Pacífico . En uno de los viajes de Pearson a México, perdió una conexión ferroviaria en Laredo, Texas, y se vio obligado a pasar la noche en el pueblo que describió como "loco por la locura del petróleo" por el reciente descubrimiento de petróleo en Spindletop . Después de hacer una investigación rápida esa noche sobre las filtraciones de petróleo en México, Pearson comenzó a adquirir terrenos petroleros prospectivos en Laredo, pensando que podría usar el petróleo descubierto para alimentar el Ferrocarril de Tehuantepec que estaba construyendo.
En 1902, después de que se encontrara azufre en el Istmo de Tehuantepec, Pearson usó un equipo de perforación de Texas para perforar Potrerillos, una elevación del terreno cerca de su vía férrea. El pozo No. 4 confirmó la ubicación de un domo de sal a una profundidad de 709 pies. Esta fue una buena señal, ya que se encontró petróleo en Spindletop en 1901, junto al borde de un domo de sal. El Pozo No. 8 se convirtió en el primer pozo petrolero comercial de México. Luego, Pearson contrató a Anthony Lucas para ayudar a detectar 20 ubicaciones de perforación, áreas en desarrollo en Jáltipan, Capacan, Tecuanapa y Soldedad. En 1908, El Águila construyó la primera refinería de petróleo de México, ubicada en Minatitlán. En 1910, Potrero del Llano No. 4, entró como un verdadero chorro. En 1919, Pearson vendió  su participación mayoritaria de la empresa al Grupo Shell.  En 1921, Pearson incorporó Compañía Mexicana de Petróleo El Águila S.A. a la fusión Shell-Royal Dutch.
Pearson siempre estuvo dispuesto a apoyar y poner en práctica las estrategias del gobierno mexicano. Para 1909 como consecuencia de su importante descubrimiento de yacimientos en el norte de Veracruz, la Compañía de Mexicana de Petróleo El Águila de Pearson ya había comenzado a dar indicios de ser más rentable. Este crecimiento se consolidó mediante la adquisición de empresas más pequeñas, como la Oil Fields of Mexico Co. y la Pennsylvania Oil Company of Mexico.
En 1911, el presidente Díaz fue derrocado y comenzó la Revolución Mexicana . La violencia y la agitación asociadas tuvieron un efecto negativo en los inversionistas extranjeros en la industria petrolera de México. En octubre de 1918, Pearson vendió una parte sustancial de las acciones de Mexican Eagle a Calouste Gulbenkian, en nombre de Royal Dutch Shell, que se hizo cargo de su gestión.

## Carrera política
Pearson fue nombrado baronet, de Paddockhurst, en la parroquia de Worth, en el condado de Sussex, y de Airlie Gardens, en la parroquia de St Mary Abbots, Kensington, en el condado de Londres, en 1894. Primero fue elegido miembro liberal del parlamento de Colchester en una elección parcial en febrero de 1895. Ocupó el escaño en las elecciones generales de 1895 y lo retuvo hasta 1910  cuando fue elevado a la nobleza como Barón Cowdray, de Midhurst en el condado de Sussex. Su tiempo está relacionado con una serie de acontecimientos, sobre todo la apertura del Castillo de Colchester al público. Bajo su liderazgo durante la Primera Guerra Mundial, se construyeron la fábrica de municiones HM Factory, Gretna y el ensamblaje de tanques en Chateauroux.
En enero de 1917, prestó juramento al Consejo Privado y fue nombrado vizconde de Cowdray, de Cowdray en el condado de Sussex. Ese mismo mes, David Lloyd George solicitó convertirse en presidente de la Air Board . Cowdray estuvo de acuerdo, siempre que no reciba salario. Lord Cowdray trabajó diligentemente para mejorar la producción de aviones y triplicó el número de aviones bajo su mandato. Sin embargo, fue criticado después de que los bombardeos alemanes produjeron más de 600 bajas el 13 de junio y renunció en noviembre siguiente.
Después de la guerra, participó activamente en la política liberal y en actividades filantrópicas. 

## Matrimonio e hijos

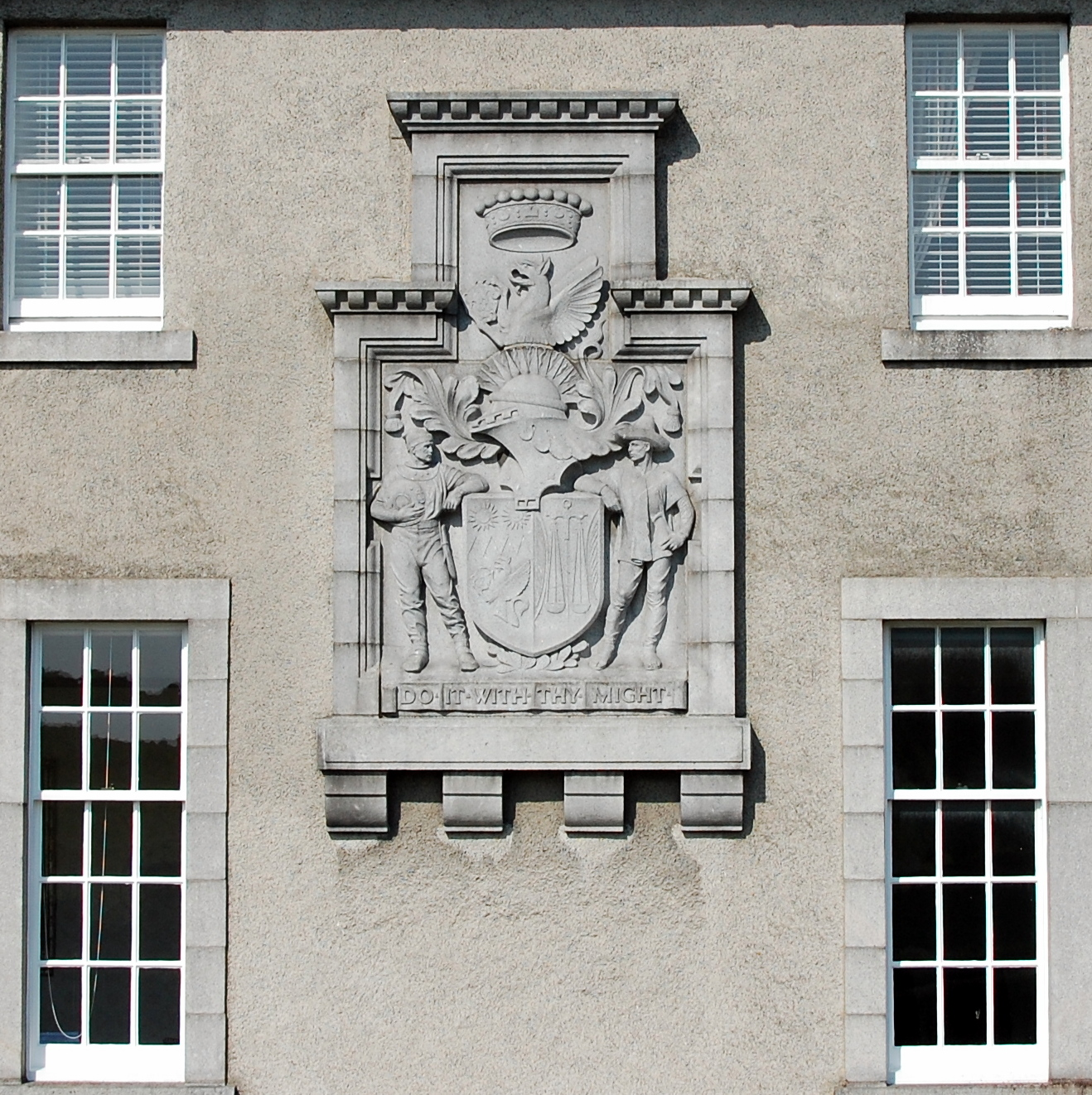
Armas del primer vizconde Cowdray, fachada de Dunecht House

Pearson se casó con Annie Cass, una hija de Sir John Cass (1832–1898), de Bradford en Yorkshire, comerciante y terrateniente, juez de paz y presidente de la Asociación Conservadora de Bradford, cuya lápida inscrita sobrevive en el cementerio Undercliffe, Bradford. De su esposa tuvo cuatro hijos:
- Weetman Harold Miller Pearson, segundo vizconde Cowdray.
- Honorable Bernard Clive Pearson (12 de agosto de 1887 - 22 de julio de 1965), quien el 14 de octubre de 1915 se casó con el Excmo. Alicia Mary Dorothea Knatchbull-Hugessen, hija de Edward Knatchbull-Hugessen, primer barón de Brabourne . Tuvieron tres hijas.
- Honorable Francis Geoffrey Pearson (23 de agosto de 1891 - 6 de septiembre de 1914), quien el 6 de agosto de 1909 se casó con Ethel Elizabeth Lewis, hija de John J. Lewis, de Hove, Sussex . En agosto de 1914, al comienzo de la Primera Guerra Mundial, se unió a la División de Transporte Motorizado de la Fuerza Expedicionaria Británica como mensajero en motocicleta, con el rango de Sargento Primero. A principios de septiembre, cuando los ejércitos aliados retrocedieron hacia el río Marne durante el avance alemán en París, fue capturado cerca de la ciudad de Varreddes y murió el 6 de septiembre de 1914 a los 23 años. Fue enterrado en el cementerio británico de Montreuil-aux-Lions.[14] Más tarde surgieron informes de que sus captores lo habían tratado con una brutalidad inconcebible, lo que causó directamente su muerte. Estos informes provocaron una gran indignación, uno de los muchos que inundaban el norte de Francia en ese momento. El incidente fue mencionado por Arthur Conan Doyle en su libro de 1914 "La guerra alemana" (Capítulo VI, "Una política de asesinato"), quien lo llamó "el valiente motociclista, Pearson".[cita requerida]

## Muerte
Lord Cowdray murió mientras dormía en Dunecht House, Aberdeenshire, el 1 de mayo de 1927, a los 70 años, dejando una fortuna de 400 millones de libras esterlinas (24 000 millones de dólares en 2021), pero en lugar de seguir la primogenitura, se dividió equitativamente en 10 partes. Fue sucedido por su hijo mayor, Weetman Harold Miller Pearson, segundo vizconde de Cowdray.